# Semaeopus gracilata
Semaeopus gracilata là một loài bướm đêm trong họ Geometridae.